# Estación de Salt de l’Aigua (Metrovalencia)
Salt de l’Aigua es una estación de las líneas 3, 5 y 9 de Metrovalencia que se encuentra en el municipio de Manises. 
Fue inaugurada en el año 2007 con la prolongación del metro hasta el Aeropuerto de Valencia y reinaugurada en el año 2015 con la inauguración de la línea 9 hacia Ribarroja del Turia.
La estación consta de dos vías separadas por un andén.
Se puede acceder mediante dos accesos en la Avenida de la Generalitat Valenciana, uno de ellos ubicado en el límite de Manises con Cuart de Poblet, y otro frente al Hospital de Manises, el ascensor se encuentra en este último.